# العلاقات الكولومبية الهندوراسية
العلاقات الكولومبية الهندوراسية هي العلاقات الثنائية التي تجمع بين كولومبيا وهندوراس.

## مقارنة بين البلدين
هذه مقارنة عامة ومرجعية للدولتين:
| وجه المقارنة                                              | كولومبيا        | هندوراس          |
| --------------------------------------------------------- | --------------- | ---------------- |
| المساحة (كم2)                                             | 1.14 مليون      | 112.49 ألف       |
| عدد السكان (نسمة)                                         | 49.07 مليون     | 9.27 مليون       |
| الكثافة السكانية (ن./كم²)                                 | 43.04           | 82.41            |
| العاصمة                                                   | بوغوتا          | تيغوسيغالبا      |
| اللغة الرسمية                                             | اللغة الإسبانية | اللغة الإسبانية  |
| العملة                                                    | بيزو كولومبي    | لمبيرة هندوراسية |
| الناتج المحلي الإجمالي (بليون دولار)                      | 309.19 مليار    | 22.98 مليار      |
| الناتج المحلي الإجمالي (تعادل القوة الشرائية) بليون دولار | 724.96 مليار    | 41.14 مليار      |
| الناتج المحلي الإجمالي الاسمي للفرد دولار أمريكي          | 7.60 ألف        | 2.53 ألف         |
| الناتج المحلي الإجمالي للفرد دولار أمريكي                 | 13.36 ألف       | 4.91 ألف         |
| مؤشر التنمية البشرية                                      | 0.720           | 0.606            |
| رمز المكالمات الدولي                                      | +57             | +504             |
| رمز الإنترنت                                              | .co             | .hn              |
| المنطقة الزمنية                                           | 00              | 00               |

## مدن متوأمة
في ما يلي قائمة باتفاقيات التوأمة بين مدن كولومبية وهندوراسية:
- ترتبط بوغوتا مع تيغوسيغالبا باتفاقية توأمة.

## منظمات دولية مشتركة
يشترك البلدان في عضوية مجموعة من المنظمات الدولية، منها:
| علم المنظمة | اسم المنظمة                                                          | تاريخ انضمام كولومبيا | تاريخ انضمام هندوراس |
| ----------- | -------------------------------------------------------------------- | --------------------- | -------------------- |
|             | البنك الدولي للإنشاء والتعمير                                        | 24 ديسمبر 1946        | 27 ديسمبر 1945       |
|             | منظمة التجارة العالمية                                               | ?                     | ?                    |
|             | المركز الدولي لتسوية المنازعات الاستشارية                            | 14 أغسطس 1997         | 16 مارس 1989         |
|             | منظمة حظر الأسلحة الكيميائية                                         | ?                     | ?                    |
|             | الفريق المعني برصد الأرض                                             | ?                     | ?                    |
|             | الأمم المتحدة                                                        | 5 نوفمبر 1945         | 17 ديسمبر 1945       |
|             | وكالة حظر الأسلحة النووية في أمريكا اللاتينية ومنطقة البحر الكاريبي ‏ | ?                     | ?                    |
|             | بنك أمريكا الوسطى للتكامل الاقتصادي ‏                                 | ?                     | ?                    |
|             | منظمة الشرطة الجنائية الدولية                                        | ?                     | ?                    |
|             | وكالة ضمان الاستثمار متعدد الأطراف                                   | 30 نوفمبر 1995        | 30 يونيو 1992        |
|             | يونسكو                                                               | 31 أكتوبر 1947        | 16 ديسمبر 1947       |
|             | مؤسسة التنمية الدولية                                                | 16 يونيو 1961         | 23 ديسمبر 1960       |
|             | مؤسسة التمويل الدولية                                                | 20 يوليو 1956         | 20 يوليو 1956        |
|             | الاتحاد البريدي العالمي                                              | ?                     | ?                    |
|             | الاتحاد الدولي للاتصالات                                             | 25 أغسطس 1914         | 27 أكتوبر 1925       |

## وصلات خارجية
- موقع وزارة الخارجية الهندوراسية